# Новожилов, Виктор Валентинович
Виктор Валентинович Новожилов (15 [27] октября 1892, Харьков — 15 августа 1970, Ленинград) — советский экономист, один из лидеров экономико-математического направления. Доктор экономических наук (1943), профессор (1937). Заслуженный деятель науки РСФСР (1957), лауреат Ленинской премии (1965).

## Биография
Дед учёного — сельский учитель, выходец из крепостных крестьян Пермской губернии. Отец, Валентин Александрович (1867—1922), закончил Харьковский технологический институт, достиг должности управляющего акцизными сборами Киевской губернии, получил чин действительного статского советника и потомственное дворянство, в 1914—1917 возглавлял акцизное ведомство в Петрограде, при Советской власти начальник Петроградского главного управления неокладных налогов и заведующий отделом косвенных налогов. Мать, Мария Николаевна, из небогатой дворянской семьи.
В семье было трое сыновей, Виктор был из них старшим. Младший брат — Валентин Валентинович — стал учёным-механиком, академиком АН СССР. Средний брат — Евгений (р. 1894) — окончил военное училище, служил офицером в Белой армии, покинул Россию после поражения белогвардейцев в Гражданской войне, работал скрипачом в Софии, после 1926 года его отношения с оставшимися в СССР родственниками прервались.
С детства Виктор проявлял способности в рисовании и игре на скрипке. В 17 лет принял решение прекратить занятия живописью, музыка осталась его увлечением на всю жизнь.
Окончил Люблинскую гимназию с золотой медалью в 1911 году. В августе этого же года семья переехала в Киев.

### В Киеве
В 1911 году поступил на юридический факультет Киевского университета св. Владимира, окончил университет в 1915 году, после чего был оставлен профессорским стипендиатом на кафедре политической экономии и статистики. Его научным руководителем был профессор К. Г. Воблый. В течение 1918—1919 года сдаёт магистерские экзамены и с 1 марта 1919 года становится преподавателем университета.
В июле—августе 1914 находился в Дрездене для совершенствования знаний немецкого языка и сбора материалов в библиотеках Германии, где познакомился с Еленой Робертовной Шлейфер (1896—1982), студенткой Бестужевских курсов. Вместе с ней и её семьёй вернулся в Россию через Данию после начала Первой мировой войны. 26 мая 1917 женился на Елене Робертовне.
Новожилов имел отсрочку по отбыванию воинской повинности в связи с экзаменами на получение степени магистра.

### В Ростове-на-Дону
В феврале 1920 переехал в Ростов-на-Дону. Преподавал сначала в техникуме водного транспорта, а с 1 сентября 1920 по 1 сентября 1922 одновременно также в Донском университете и Донском институте народного хозяйства. Занимал должности заведующего экономическим отделением техникума водного транспорта, а затем также заместителя заведующего техникумом по учебной части.
В феврале 1920 вступил в члены Донского областного отделения Всероссийского Союза работников искусств как скрипач. В заявлении о вступлении упоминает, что начиная с 1911 года давал частные уроки музыки и отмечает, что в вузе он работает без оклада как оставленный при факультете общественных наук университета для приготовления к профессорскому званию. В Ростове продолжил давать частные уроки игры на скрипке.

### В Ленинграде
С 1922 года работал в Ленинградском политехническом институте, где в 1938—1951 годах заведовал кафедрой экономики машиностроения.
В 1925 году принял участие в международном конкурсе на лучшую критику книги У. Фостера и У. Кэтчингса «Прибыли», объявленном Фондом экономических исследований Поллака (США), и занял четвёртое место. В 1927 году его работа была опубликована в США с некоторыми сокращениями.
В 1927 году принял участие в конкурсе, объявленном в США Экономической гильдией на лучшую критику и решение проблемы уровня цен и денежно-кредитной стабилизации, изложенной в книге И. Фишера «The Money Illusion», и разделил четвёртую премию с Уильямом Фальком из Нью-Йорка. Работа Новожилова была издана на английском языке отдельным оттиском в 1929 году под названием «Price level and price relations».
С 1929 года совмещает преподавание с работой консультанта по экономическим вопросам проектирования заводов в проектных институтах. В марте 1941 года защитил докторскую диссертацию, тема которой «Методы соизмерения народнохозяйственной эффективности проектных вариантов».
В 1924 году у Новожилова родился сын Юрий, впоследствии ставший доктором физико-математических наук. В 1932 году семья распалась, Елена Робертовна вышла замуж за коллегу адвоката, сын остался с ней. Жить бывшим супругам приходилось в одной квартире, разделённой перегородкой на две части.

### В годы войны
В марте 1942 года Новожилов в составе Политехнического института был эвакуирован в Пятигорск, который в начале августа был занят немецкими войсками. Чтобы избежать привлечения к работе по специальности и вывоза в Германию, Новожилов зачислился скрипачом в оркестр Пятигорского городского театра. В ноябре профессор Г. фон Штакельберг (офицер вермахта, имевший поручение по использованию советских учёных), предложил Новожилову занять должность руководителя Бюро статистики Кавказа в Ставрополе. Новожилов свой отказ мотивировал необходимостью быть в Пятигорске в качестве первого скрипача квартета и солиста.
В январе 1943 года Пятигорск был освобождён, в апреле Новожилов выехал в Ташкент; в этом же месяце он был утверждён в докторской степени. Преподавал в Ташкентском финансово-экономическом институте.

### После войны
В 1951—1966 гг. заведовал кафедрой статистики Ленинградского инженерно-экономического института.
В 1965 году за научную разработку методов линейного программирования и экономических моделей удостоен Ленинской премии совместно с академиками Л. В. Канторовичем и В. С. Немчиновым.
Заведующий Лабораторией систем экономических оценок Ленинградского отделения ЦЭМИ АН СССР (1966—1970).

## Научный вклад
Исследовал проблемы теории и методологии расчетов экономической эффективности в народном хозяйстве. Применял на практике свои знания для решения задачи нахождения общего максимума эффекта от капиталовложений социалистического хозяйства.
Основной проблемой экономических исследований В. В. Новожилов считал проблему измерения затрат и их результатов. Учёный внёс значимый вклад в разработку концепции экономической реформы.
В. В. Новожилов разработал теорию оценки хозяйственной деятельности, обосновал подход к ценообразованию, исследовал эффективность инвестиций в новую технику, обогатил теорию экономической кибернетики.

## Память
- Премия Правительства Санкт-Петербурга за выдающиеся научные результаты в области науки и техники: в номинации общественные науки — премия им. В. В. Новожилова.